# Aytaç
Aytaç  è un nome proprio di persona turco maschile e femminile.

## Origine e diffusione
Il nome, probabilmente di derivazione araba, è formato dai termini turchi ay, "luna", e taç, "corona", e significa quindi letteralmente "corona della luna".

## Onomastico
Il nome è adespota, non essendo portato da alcun santo. L'onomastico si può festeggiare il 1º novembre, giorno in cui cade la festa di Ognissanti.

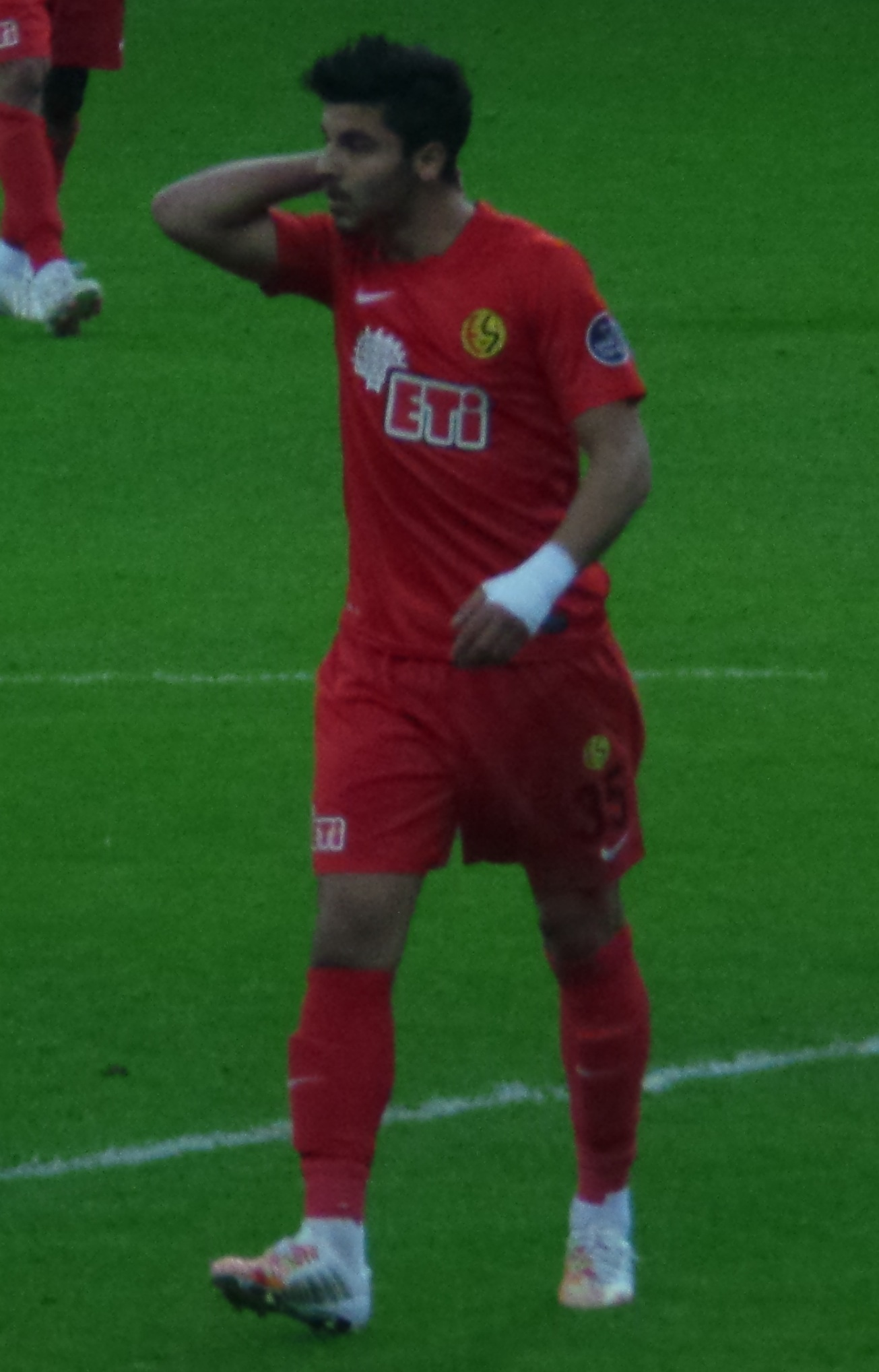
Aytaç Kara

## Persone
- Aytaç Kara, calciatore turco
- Aytaç Sulu, calciatore tedesco di origini turche